# Antoni Cuyàs i Sampere
Antoni Cuyàs i Sampere (Mataró, Província de Barcelona, Espanya, 1804 – íd., 1880) va ser un marí, empresari, financista i diplomàtic català que va tenir actuació destacada en l'Estat Oriental de l'Uruguai i a la província de Ríos, a l'Argentina. La seva principal actuació va estar relacionada amb l'establiment de l'aliança entre Justo José de Urquiza i l'Imperi de Brasil el 1851.

## Biografia
Es va educar com a marí, i el 1826 es va traslladar a l'Argentina, on va ser el pilot – i en ocasions el capità – del buc corsari del marí francès César Fournier, conegut pels enormes danys que va causar a la marina mercant de l'Imperi del Brasil durant la Guerra del Brasil.
La seva etapa com a corsari li van permetre una posició econòmica folgada, de manera que per un temps va ser prestador de diversos estancieros de les províncies de Buenos Aires i Entre Ríos. Les complicacions polítiques ocorregudes en aquesta última província van demorar el cobrament dels deutes al seu favor, per la qual cosa es va establir a Entre Ríos per portar endavant judicis per poder cobrar aquests deutes. Primerament es va establir a Paraná i després a Gualeguay, on va obrir una gran casa de comerç.
Va tenir relacions amb Giuseppe Garibaldi quan aquest va arribar al Rio de la Plata, abans que es dediqués a lluitar contra Juan Manuel de Rosas. Es va fer amic i soci de Justo José de Urquiza i va administrar alguns camps que va tenir en societat amb ell. Juntament amb els seus germans va fer negocis de provisió als exèrcits de la zona. En societat amb Cuyás, Urquiza va augmentar enormement la seva fortuna i els seus negocis amb el govern provincial.
El 1842, Urquiza va assumir el govern de Ríos, i Cuyás va continuar exercint com a proveïdor del mateix. Però va tenir un seriós desacord amb el governador el 1847, quan aquest li va comprar un camp i el va ocupar immediatament; ja que en el mateix es trobava el major dipòsit de cuirs de la província, de propietat de Cuyás, i Urquiza va decidir que els mateixos estaven inclosos en el preu de l'operació.
Fruit d'aquesta discussió, posteriorment es va traslladar a Montevideo, des d'on va iniciar un judici contra Urquiza. Amb el judici encara pendent, va restablir les seves relacions amb el governador entrerriano. Es va convertir en el representant comercial de Ríos a la ciutat assetjada, que era proveïda solament des d'aquesta província. Gràcies a aquest proveïment va ser que Montevideo mai va caure en mans del general Manuel Oribe, que controlava tota la resta de l'Uruguai.
El 1850 va representar a Urquiza en les negociacions amb el Govern de la Defensa de Montevideo i amb l'Imperi del Brasil. Va viatjar diverses vegades entre Concepció de l'Uruguai i Montevideo, duent a terme negociacions i comandes i oferiments de diners. Aquestes van portar finalment a l'aliança secreta d'abril de l'any següent, i van ser l'avantsala del Pronunciament de Urquiza, pel qual aquest es va rebel·lar contra Juan Manuel de Rosas.
Cuyás i Sampere va fixar la suma de diners que va cobrar personalment el general Urquiza per unir-se a l'aliança contra Rosas. Va signar en nom del governador l'aliança entre Entre Ríos, Corrientes, el Brasil i el nou govern Uruguaià.
Es va mantenir diversos anys més en contacte amb Urquiza. Alguns anys més tard, després de la caiguda del president uruguaià Venancio Flores, va tornar a Catalunya. Allí va escriure unes ”Anotacions històriques sobre la província de Ríos”, que van ser publicats pocs mesos després de la seva defunció, a la seva ciutat natal el 1888.